# J・S・ウィルソン
ジョン・スキナー・"ベルゲ"・ウィルソン（John Skinner "Belge" Wilson、1888年 - 1969年）は、スコットランドのスカウティング指導者。ベーデン=パウエルと同時代人かつ友人であり、彼の誘いによりボーイスカウト国際事務局局長（のちに世界スカウト機構事務総長）を務めた。

## スカウティング指導者として
ボーイスカウトの創始者であるベーデン＝パウエルが1921年にインドを訪れた際、当時大佐としてカルカッタ警察の上級副理事を務めており、余暇にはカルカッタ地区のボーイスカウトのコミッショナーをしていたウィルソンと出会い、彼を引き抜いた。
ウィルソンは1920年代初期に英国スカウト連盟のギルウェルパーク運営に携わった。 ウィルソンはボーイスカウト国際事務局の事務局長を15年にわたって務め、国境を越えて広がりつつあったスカウト運動の協働と、各国スカウトの間をとりもつ「世界スカウト地域」の設立に尽力した。事務局長の職を離れた後には、さらに4年にわたってボーイスカウト国際委員会の名誉議長を務めた。
ボーイスカウトアメリカ連盟がローバー部門導入を奨励するためにアメリカ合衆国で最初に開かれたローバー部門のウッドバッジ過程は、ウィルソンが監督した。
ウィルソンは1937年に世界のスカウト運動への功績により、世界スカウト機構の唯一の栄典であるブロンズ・ウルフ章を世界スカウト委員会から授与された。
ウィルソンは1939年に紫地にフルール・ド・リス（あるいは矢尻）をかたどった世界スカウト章を提案した。このスカウト章の着用は当初は限定的であったが、現在は国際委員、世界事務局の奉仕者が着用している。世界的なスカウトの集会（例えば世界ジャンボリー）が催される際には、このスカウト章と同じデザインを用いた旗が掲げられる。
オーストリア滞在中の1957年、オーストリアのスカウティングにおける最高の栄誉とされるジルバーネン・シュタインボック（Silbernen Steinbock ）が贈られた。
ウィルソンはのべ6年に及ぶ世界のスカウト団体の視察旅行を行った。世界のスカウト運動が50周年を迎えた1957年、ウィルソンが旅行で得た調査結果はScouting Round the World.として出版された。

## 軍人として
ウィルソンは第二次世界大戦中に大佐として特殊作戦執行部のスカンディナヴィア支部を指揮していたことで知られている。また、イギリス・ノルウェー連携協議会に参加し、その功績からノルウェー王室より聖オーラヴ勲章が贈られた。